# Logan Tait
Logat Tait (Vancouver, 21 novembre 1934 – 28 novembre 2016) è stato un cestista canadese.

## Carriera
Con il Canada ha disputato due edizioni dei Campionati del mondo (1959, 1963) e i Giochi panamericani di Chicago 1959 e di San Paolo 1963.